# Геземан, Герхард
Герхард Фридрих Франц Геземан (нем. Gerhard Friedrich Franz Gesemann; 16 декабря 1888, Лихтенберг, Зальцгиттер — 31 марта 1948, Бад-Тёльц) — немецкий славист, фольклорист, литературовед и профессор; получил диплом по славянским языкам и сравнительной лингвистике после обучения в университетах Мюнхена, Берлина и Киля; защитил кандидатскую диссертацию по немецкой литературе в 1913 году и через год переехал в Белград.

## Биография
Герхард Геземан родился 16 декабря 1888 года в Лихтенберге в семье брауншвейгского учителя. После получения среднего образования он стал студентом, специализируясь на немецком и славянских языках, а также — сравнительной лингвистике; учился в университетах Мюнхена, Берлина и Киля. Получив в 1913 году кандидатскую степень по немецкой литературе, он отказался от приглашения, поступившего ему от Августа Лескин из Лейпцигского университета: Лескин надеялся заинтересовать Геземана совместным изучением славистики. Вместо этого Геземан переехал в Белград — накануне Первой мировой войны, в 1914 году — чтобы преподавать немецкий язык в белградской гимназии. После начала войны он сопровождал сербскую армию в качестве медбрата во время ее отступления через Албанию; затем он был переправлен через нейтральные страны на территорию Германской империи. Данный переезд он воспроизвёл годы спустя, в 1935, в своей книге «Побег. Из сербского дневника» (Die Flucht: Aus einem serbischen Tagebuch 1915 und 1916).
После окончания войны, с 1922 года, Геземан начал преподавать славянскую филологию и балканистику на кафедре славянских языков в Немецком университете имени Карла Фердинанда в Праге: сначала он являлся экстраординарным профессором, а в 1924 году получил позицию полного профессора. По предложению своего наставника Эриха Бернекера занимался подготовкой к печати знаменитой Эрлангенской рукописи и издал её в 1925 году.
После прихода к власти в Германии национал-социалистов, с 1933 по 1934 год, он являлся ректором пражского университета. Работал совместно с Францем Шпиной (1868—1938): в частности, они совместно основали в 1930 году Немецкое общество славянских исследований (Deutsche Gesellschaft für Slawistische Forschung), которое выпустило журнал «Славянское обозрение» (Slavische Rundschau).
Герхард Геземан являлся членом Судето-немецкой партии (SdP), которая выдвинула его на выборах в 1935 году в качестве ведущего кандидата в Праге. Уже после оккупации Чехословакии и начала Второй мировой войны, в 1940 году, министерство иностранных дел Третьего Рейха отправило его в Югославию для организации Немецкого научного института в Белграде; после вторжения Вермахта в Югославию в апреле 1941 года (см. Югославская операция), Геземан в августе покинул Белград и возобновил свою преподавательскую деятельность в пражском университете. В 1941 году он стал директором славянского института, который в феврале 1943 года стал частью Фонда Рейнхарда Гейдриха (Reinhard-Heydrich-Stiftung). Геземан больше не чувствовал себя комфортно в стенах университета: как в связи с болезнью сердца, так и потому, что служба безопасности (SD) классифицировала его как «политического оппортуниста»; в 1944 году он досрочно вышел на пенсию.
В годы Второй мировой войны Геземан потерял большую часть своей научной библиотеки и множество рукописей: в результате в конце жизни он ограничился написанием романов. 31 марта 1948 года он скончался в Бад-Тёльце; часть его личного архива находится в архиве «Monacensia» в Мюнхене.

## Работы
Особый научный интерес Геземана вызывали история, языки и культура южных славян, о которых он опубликовал целую серию работ. Наряду с профессорами Германом Венделем (1884—1936), Йозефом Матлем (1897—1974) и Алоисом Шмаусом (1901—1970), Геземана считали одним из самых крупных исследователей сербохорватского языка в Германии:
- Regenzauber in Deutschland. Kiel, Phil. Diss., 1913. Braunschweig, 1913.
- Fünfundzwanzig Jahre Slavistik an der Deutschen Universität in Prag (1903—1928): Eine Denkschrift. (Von Franz Spina und Gerhard Gesemann.) Prag, J. G. Calve 1928.
- Die serbokroatische Literatur. Wildpark-Potsdam, Akademische Verlagsgesellschaft. Athenaion 1930.
- Der montenegrinische Mensch: Zur Literaturgeschichte und Charakterologie der Patriarchalität. Prag, Calve 1934.
- Das Königreich Südslawien (Von Gerhard Gesemann u. a.) Leipzig, Univ. Verl. Noske 1935.
- Die Flucht: Aus einem serbischen Tagebuch 1915 und 1916. München, Albert Langen/Georg Müller 1935.
- Kultur der slawischen Völker. (Von Gerhard Gesemann, Michael Antonowytsch u. a.) Potsdam, Akademische Verlags-Gesellschaft Athenaion 1936.
- Neue bulgarische Erzähler. (Von Ziwka Dragnewa und Gerhard Gesemann.) München, Albert Langen/Georg Müller 1936.
- Helden, Hirten und Hajduken: Montenegrin; Volksgeschichten. München, Albert Langen/Georg Müller 1935.
- Heroische Lebensform: Zur Literatur und Wesenskunde der balkanischen Patriarchalität. Berlin, Wiking-Verlag 1943. Ins Serbische 1968. Unveränderter Nachdruck 1980.
- Zweiundsiebzig Lieder des bulgarischen Volkes: Übersetzt und nachgedichtet. Berlin, Wiking-Verlag 1944.
- Germanoslavica, «Geschichten aus dem Hinterhalt»: 5 balkan. u. 1 Prager Novelle aus dem Nachlass. Kommentar, Lebensabriss und Schriftenverzeichnis, erstellt von Wolfgang Gesemann. Frankfurt am Main, Bern, Cirencester/U.K., Lang 1979.

## Семья
Сын Герхарда Геземана, Вольфганг Геземан (1925—2014), являлся профессором славистики Саарского университета в период с 1972 по 1987 год.